# Mühlenstraße 22 (Stralsund)
Das Wohnhaus Mühlenstraße 22 in Stralsund ist ein denkmalgeschütztes Bauwerk in der Mühlenstraße.

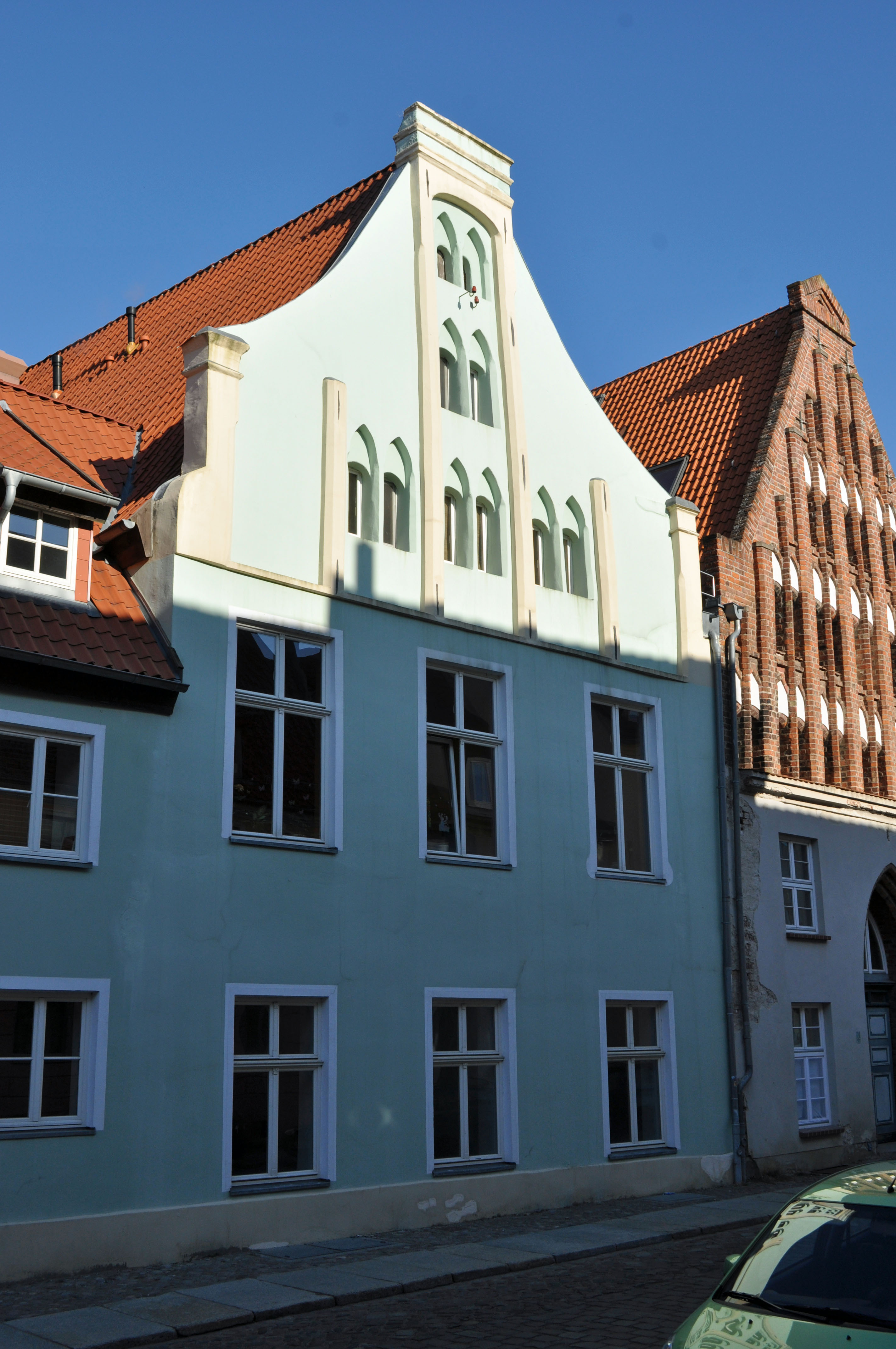
Haus Mühlenstraße 22 in Stralsund (2012)

Das zweigeschossige Giebelhaus stammt aus dem Mittelalter. Es wurde um 1700 umgebaut. Dabei wurde die Fassade verputzt und der Eingang in den Anbau verlegt. Der Pfeilergiebel wurde bei diesem Umbau in die geschweifte Form gebracht; er enthält im Mittelteil den ursprünglichen Pfeilergiebel.
Das Haus im Kerngebiet des von der UNESCO als Weltkulturerbe anerkannten Stadtgebietes des Kulturgutes „Historische Altstädte Stralsund und Wismar“ ist in die Liste der Baudenkmale in Stralsund eingetragen.